# Phidippus carneus
Phidippus carneus är en spindelart som beskrevs av George William Peckham och Elizabeth Maria Gifford Peckham 1896. Phidippus carneus ingår i släktet Phidippus och familjen hoppspindlar. Inga underarter finns listade i Catalogue of Life.